# Uria Simango
Uria Timóteo Simango (15 de Março de 1926 - 1977?) foi um pastor presbiteriano moçambicano e líder proeminente da Frente de Libertação de Moçambique, FRELIMO, durante a luta de libertação contra o regime colonial português. A data exacta da sua morte é desconhecida, uma vez que foi extra-judicialmente executado (juntamente com vários outros dissidentes da FRELIMO e sua esposa, Celina) pelo governo pós-independência de Samora Machel. A sua biografia foi publicada em 2004.
Simango foi membro fundador da FRELIMO, com estatuto de Vice-Presidente desde a formação desta frente até à data do assassinato do seu primeiro líder, Eduardo Mondlane, em Fevereiro de 1969. Simango sucedeu a Mondlane na liderança da FRELIMO mas, na luta pelo poder após a morte de Mondlane, a sua presidência foi contestada e, em Abril de 1969, acabou por ser substituída pelo triunvirato composto pelo próprio Simango e pelos marxistas de linha dura Samora Machel e Marcelino dos Santos. Nos finais da década de 1960, registaram-se lutas fratricidas no seio da FRELIMO, com vários membros a morrerem por causas não naturais. Ver também Pluralism and Elite Conflict in an Independence Movement: FRELIMO in the 1960s, de Walter C. Opello.
O triunvirato não durou muito: Simango foi expulso do Comité Central em 1969, expulsão essa justificada pela publicação da carta do Uria Simango aos 3 de Novembro de 1969, com o título "Situação Sombria na Frelimo". Samora Machel e Marcelino dos Santos assumiram o controlo total da FRELIMO. Em Abril de 1970, Simango fugiu para o Egipto, onde, juntamente com outros dissidentes, como Paulo Gumane (Vice-Secretário Geral fundador da FRELIMO), se tornou líder do Comité Revolucionário de Moçambique (COREMO), um outro pequeno movimento de libertação.
Depois da Revolução dos Cravos em Portugal, em 1974, Simango retornou a Moçambique e criou um novo partido político, o "Partido da Coligação Nacional" (PCN), na esperança de disputar eleições com a FRELIMO. Ao PCN aderiram várias outras figuras proeminentes do movimento de libertação e dos dissidentes da FRELIMO: Paulo Gumane e Adelino Gwambe (também membro fundador da FRELIMO), o Padre Mateus Gwengere e Joana Simeão.
A FRELIMO recusou eleições multipartidárias. O governo português pós-1974 entregou-lhe o poder exclusivo, e Moçambique tornou-se independente em 25 de Junho de 1975. Samora Machel e Marcelino dos Santos assumiram os cargos, respectivamente, de Presidente e Vice-Presidente. Graça Machel foi nomeada Ministra da Educação e Joaquim Chissano Ministro dos Negócios Estrangeiros. Uria Simango foi preso e forçado a fazer uma confissão pública de 20 páginas em 12 de Maio de 1975, no Centro de Reabilitação e Reeducação de Nachingwea (Tanzânia), onde se retractava e solicitava reeducação. A sua confissão forçada pode ser ouvida em linha. Ele e os restantes líderes do PCN nunca mais foram libertados. Simango, Gumane, Joana Simeão, Gwambe, Gwengere e outros foram secretamente liquidados numa data indeterminada entre 1977 e 1980. Nem o lugar onde foram executados, nem a maneira como a execução ocorreu foram até hoje divulgados pelas autoridades. A esposa de Simango, Celina, foi executada em separado algum tempo depois de 1981, e não há registo público de detalhes ou da data da sua morte.
Contudo, segundo revelam os jornalistas José Pinto de Sá e Nélson Saúte no diário português «Público», Joana Simeão, o reverendo Uria Simango, Lázaro Nkavandame, Raul Casal Ribeiro, Arcanjo Kambeu, Júlio Nihia, Paulo Gumane e o padre Mateus Gwengere encontravam-se internados no «campo de reeducação» de M’telela, no Niassa (noroeste de Moçambique), quando, a 25 de junho de 1977 (segundo aniversário da independência de Moçambique), lhes foi comunicado que iriam ser transportados para a capital, Maputo, onde o presidente Samora Machel discutiria a sua libertação. Seguiam numa coluna de jipes que, a dada altura, parou. À beira da picada, os soldados tinham aberto com uma escavadora mecânica uma grande vala e tinham-na enchido parcialmente de lenha. Amarraram os prisioneiros, atiraram-nos para dentro da vala e regaram-nos com gasolina, ateando-lhes fogo. Os prisioneiros políticos da FRELIMO foram queimados vivos, enquanto os soldados entoavam hinos revolucionários em redor da vala. Só dezoito anos mais tarde, em 1995, vieram a lume os macabros pormenores do massacre, perante o silêncio da FRELIMO, cujos sucessivos governos se tinham até então sistematicamente negado a fornecer informações sobre o paradeiro daqueles elementos do chamado «grupo dos reacionários».
Nos finais dos anos 1970, uma insurreição sangrenta levada a cabo pela RENAMO (Resistência Nacional de Moçambique) mergulhou o país numa devastadora guerra civil. A RENAMO foi inicialmente fomentada pelo regime rodesiano, mas desde 1980, na fase mais brutal, recebeu o apoio do regime de apartheid da África do Sul. A insurgência de 1980 ficou associada a atrocidades contra a população civil. Seguiram-se o colapso económico e a fome, agravados pela seca no início dos anos 1980. Após a morte de Samora Machel, em 1986, Joaquim Chissano tornou-se presidente. Moçambique alcançou a paz graças a um acordo de paz assinado em Roma em 1992,  através da mediação da Comunidade de Sant'Egidio. Em 1994, vinte anos depois do colapso do PCN, o partido da oposição criado por Simango, realizaram-se finalmente eleições multipartidárias.

## Confissão de Simango
A seguir à sua detenção, Simango foi obrigado a fazer uma retractação pública, com cerca de 20 páginas, perante milhares de combatentes da FRELIMO. A confissão incluía alegações totalmente implausíveis: acusava os colegas de serem agentes dos serviços secretos portugueses e o seu próprio envolvimento na morte de Mondlane, declarações que já não são dignas de crédito, mesmo pela atual liderança de Moçambique.

## O fim da oposição
As circunstâncias e a motivação exactas da liquidação total do PCN, no final dos anos 1970 e inícios dos anos 1980, nunca foram objeto de investigação oficial pelas autoridades moçambicanas.
O Reverendo Simango não tinha ligação com a RENAMO, uma vez que se encontrava preso desde antes da formação deste movimento. É duvidoso, dadas as suas inclinações pacifistas, que tivesse apoiado os abusos contra a população civil durante a insurreição. Podia ser visto pela FRELIMO como um elemento agregador perigoso. Este ponto foi exposto por Rothwell em 2004:
«[Marcelino] dos Santos, um homem detestado por Mondlane, tornou-se vice-presidente. Simango foi posteriormente capturado, internado e, por fim, executado, em Outubro de 1979 segundo algumas fontes, em 1977 segundo outras, uma execução a mando da FRELIMO para evitar que ele fosse usado como figura de proa do então emergente movimento rebelde, a RENAMO. Durante muitos anos, a FRELIMO não reconheceu o assassinato extrajudicial dos seus ex-membros, levando mesmo os parentes de Simango a acreditarem que ele ainda estava vivo.»
Também em Maier, 1992 aparecem breves comentários sobre a sua execução, no contexto da violação dos direitos humanos durante este período da história de Moçambique. O Presidente Samora Machel morreu em 1986. Entre 1975 e 1986, poucos membros do regime comentaram publicamente a morte de Simango; excepção notável é o Vice-Presidente Marcelino dos Santos, que falou francamente numa entrevista televisiva em 2005, explicando as razões de as execuções terem sido mantidas secretas:
«Porque aí é preciso ver o momento em que isso acontece e naturalmente embora nós sentíssemos a validade da justiça revolucionária, aquela construída, fecundada pela luta armada revolucionária de libertação nacional, havia, no entanto, o facto de que já estávamos em Estado independente. Quer dizer, Moçambique se tinha já constituído em Estado embora a Frelimo fosse realmente a força fundamental desse Estado. Então foi isso, talvez, que nos levou, sabendo precisamente ainda que muita gente não estava certamente apta a entender bem as coisas, que nós preferimos guardar no silêncio esta acção realizada. Mas que se diga bem claramente que nós não estamos arrependidos da acção realizada porque agimos utilizando a violência revolucionária contra os traidores e contra traidores do povo moçambicano.»
Como não houve processo judicial, não se conhecem os fundamentos da acusação de traição. Segundo Ncomo, autor da sua biografia, Simango, ao regressar a Moçambique em 1974 como líder do PCN, manteve conversações secretas com grupos de colonos brancos na tentativa de conseguir apoio estratégico contra o regime de partido único. Tal pressagiava um acordo como o negociado cinco anos mais tarde em Lancaster House sobre as eleições multipartidárias do Zimbabué, mas, em 1974, foi visto pelos seguidores da linha dura da FRELIMO como traição. Joana Simeão e Lázaro Kavandame, dois dos presos políticos executados, haviam-se escapado e rendido às autoridades coloniais portuguesas antes de 1974 (o segundo temendo pela sua vida). Mas não era esse o caso de Simango, de Gumane ou de Gwengere, que simplesmente se tinham mudado para o movimento de libertação rival COREMO. A razão estratégica para a execução, anos mais tarde, de Celina Simango, que não era figura política proeminente, é ainda menos clara. O que os líderes executados tinham em comum era o facto de terem sido membros do PCN em 1974, bem como a tentativa de, por meio de eleições multipartidárias, desafiar a hegemonia da FRELIMO, o poder absoluto de Machel e o regime de partido único.
Em 2006, perto de trinta anos depois da morte da esposa, o marido de Joana Simeão, desejando casar-se mas incapaz de provar a sua condição de viúvo, recorreu a um estratagema jurídico: processá-la por abandono, pois não existia (nem existe ainda) reconhecimento oficial da sua morte nem tão-pouco da de Simango. Joana Simeão foi defendida por um tribunal governamental contra a acusação de abandono conjugal.